# Hotell Utter Inn
Hotell Utter Inn är ett undervattenshotell som ligger i Mälaren cirka en kilometer från Västerås hamn.
Det har en flytbrygga på 25 m² där det finns möjlighet att sola och bada. Sovrummet ligger tre meter under vattenytan, består av två bäddar och har panoramafönster åt alla hållen. Hotellet har en gummibåt med vilken man kan ta en tur till de närbelägna öarna.

## Fotogalleri

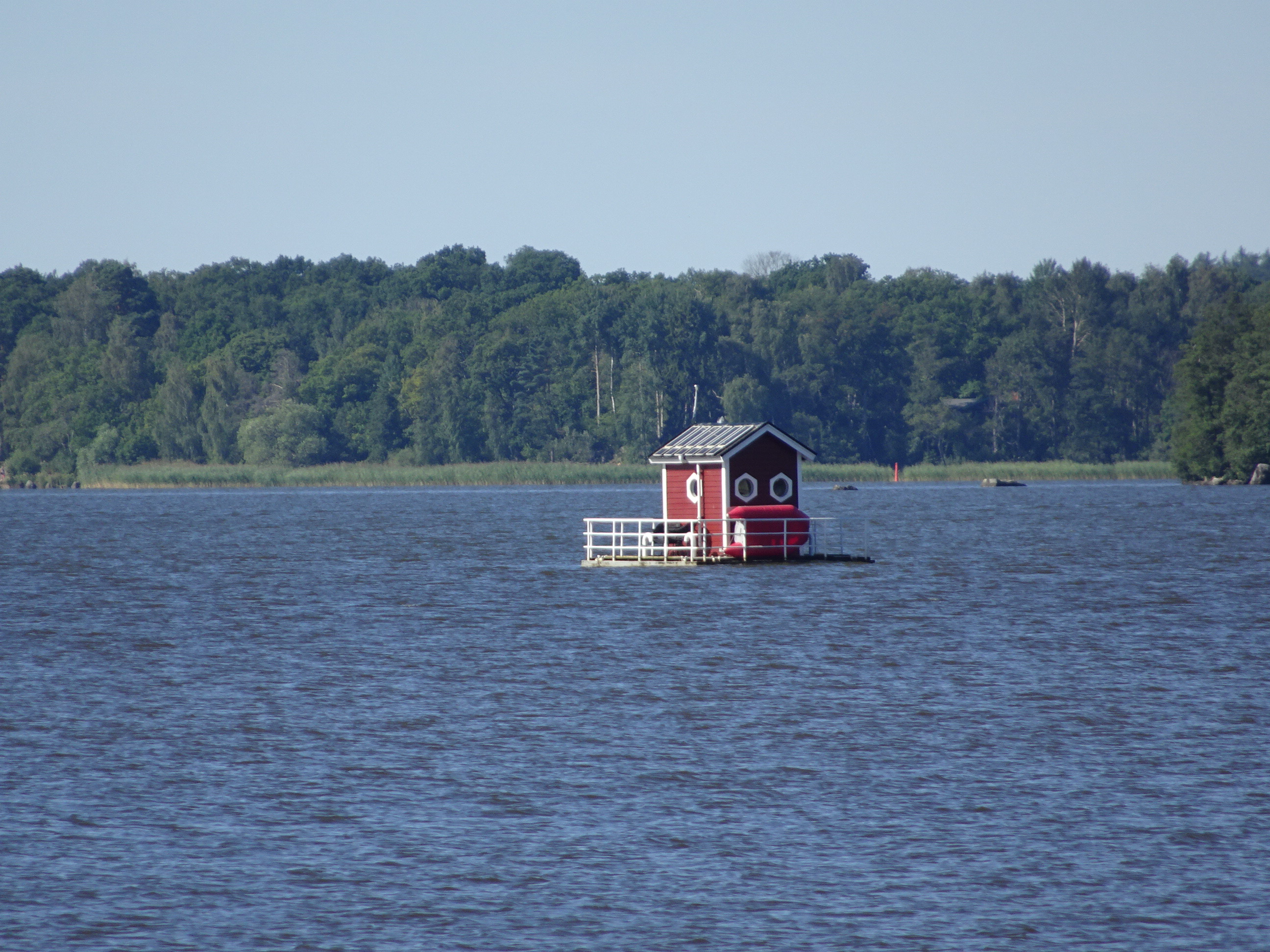
Hotell Utter Inn
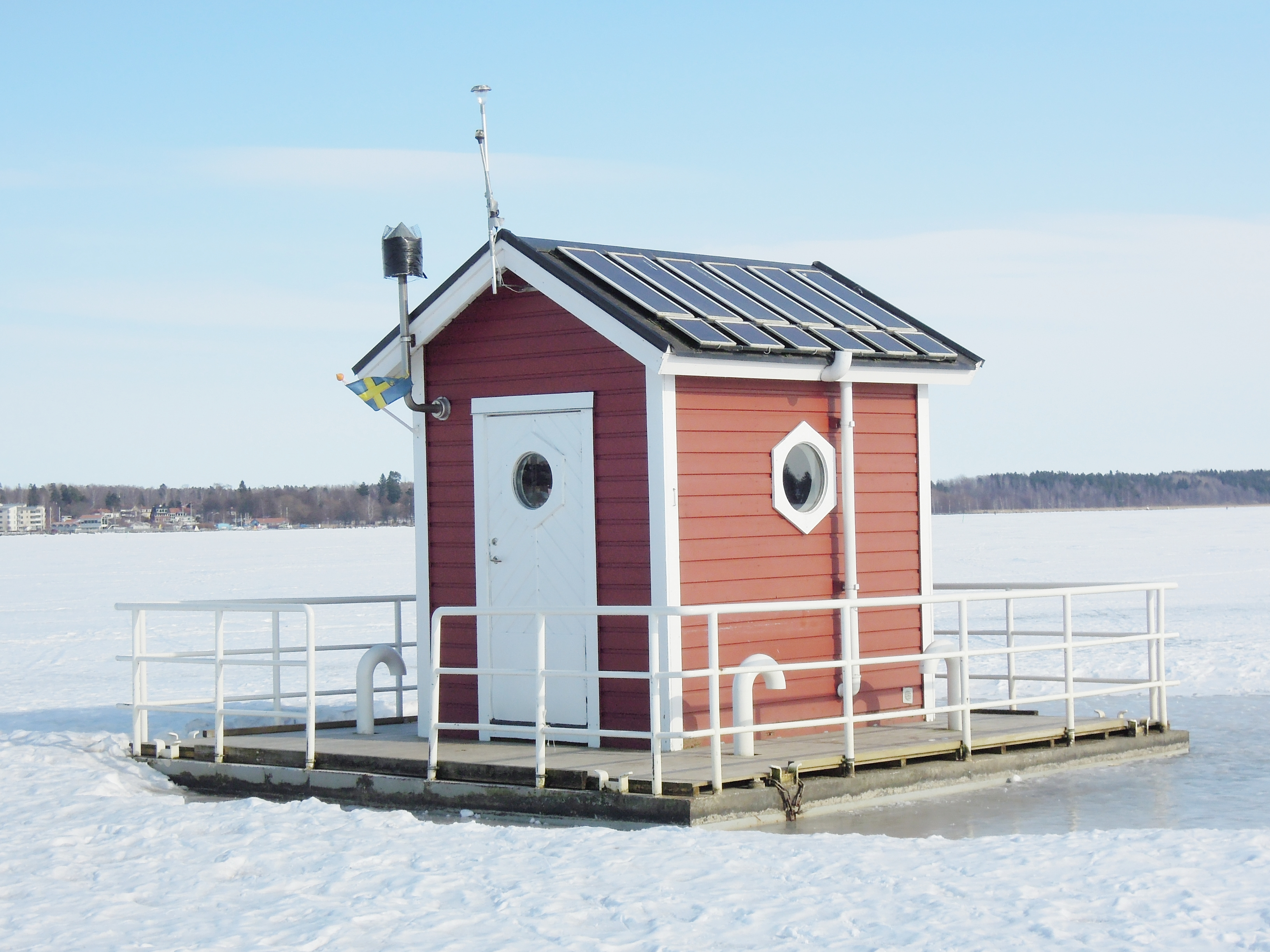
Hotell Utter Inn i Mälaren utanför Västerås, sett från norr, vintertid
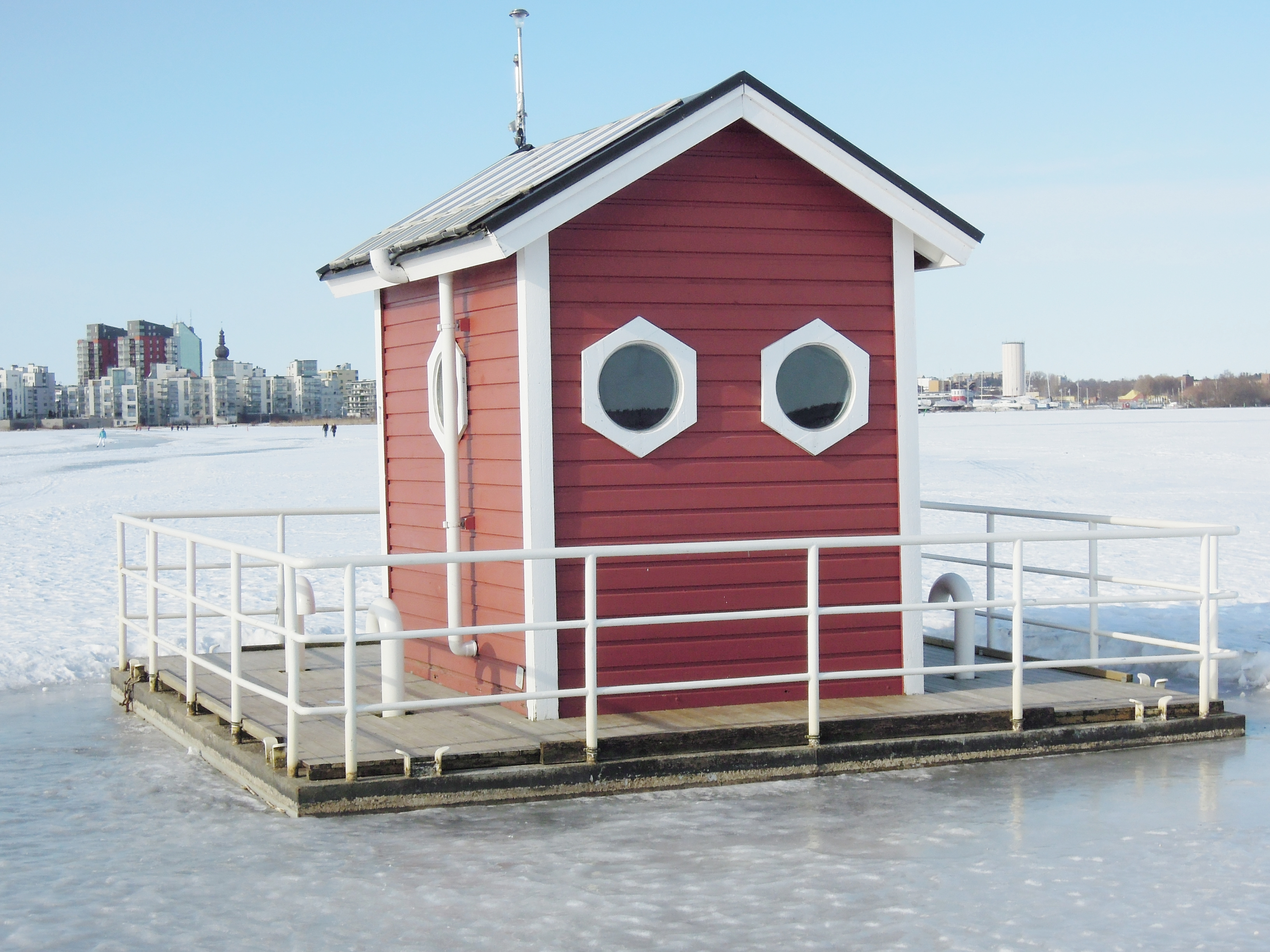
Hotell Utter Inn, sett från söder med Västerås i bakgrunden, vintertid
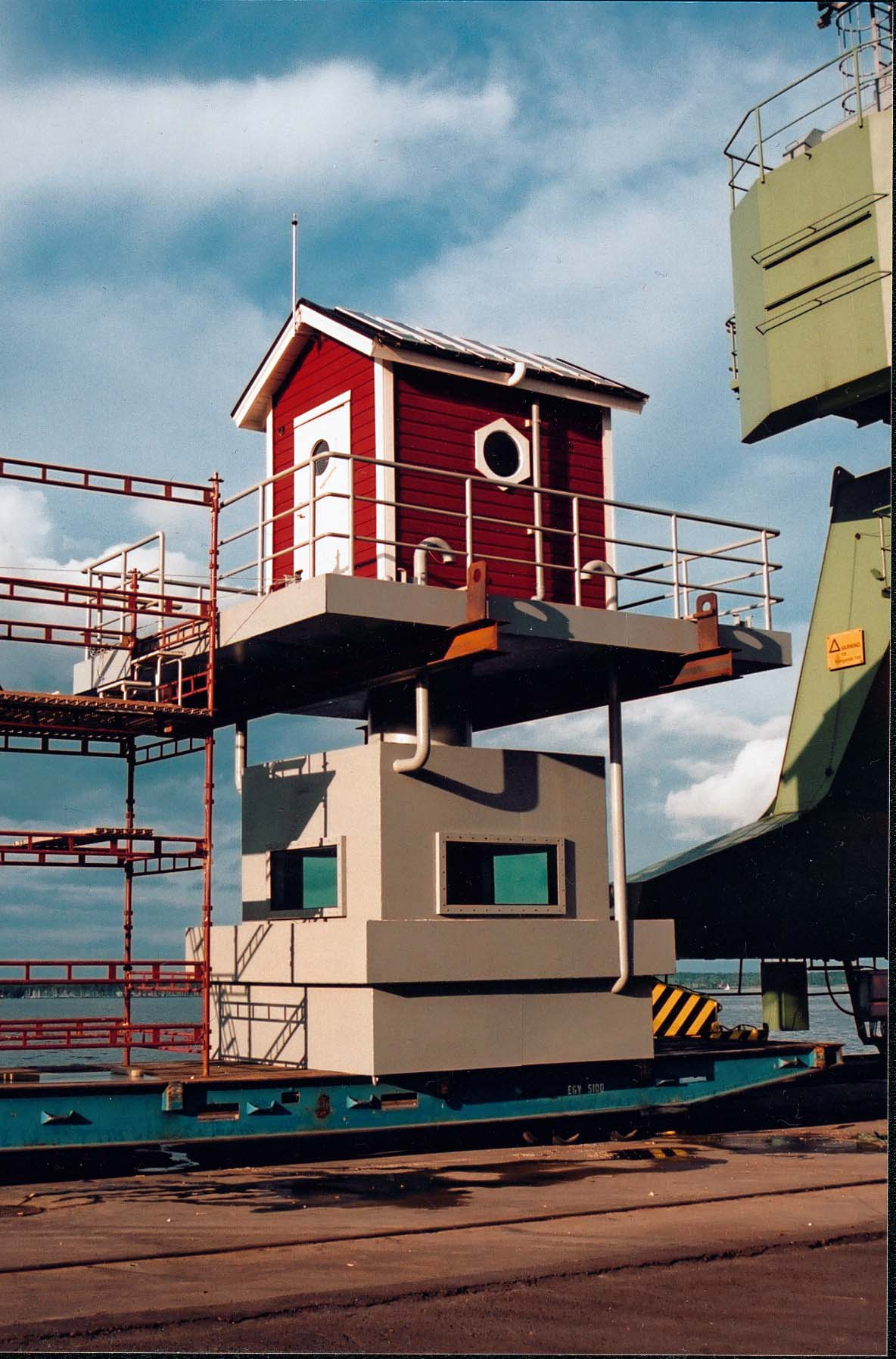
Hotell Utter Inn ska placeras i Mälaren